# Renee O'Connor
Evelyn Renée O’Connor (Katy, 15 de fevereiro de 1971) é uma atriz, produtora e diretora norte-americana. Como atriz, Renée fez um enorme sucesso no papel de Gabrielle no seriado de TV Xena, a Princesa Guerreira de 1995 a 2001.
Renée foi capa da revista TV Guide durante 3 edições seguidas em 2001 e foi listada em #3 na lista das 100 pessoas mais intrigantes do ano, em #2 em 1997. Renée também entrou nas listas Pessoas mais lindas de 1997 da revista People, e em #45 na lista das 100 mulheres mais sexys do ano em 2000 na Austrália.

## Biografia

### Vida Anterior
Renée é filha de Walter e Sandra O’Connor. A mãe e o padrasto de Renée têm um famoso restaurante chamado Threadgill’s em Austin, Texas. Ela tem um irmão mais velho, Chris, que é gerente de uma loja de mantimentos e seu pai biológico é gerente de finanças.
Desde seu primeiro papel, com oito anos como uma lagarta em uma peça de teatro, Renée demonstrou uma paixão por atuar. Aos doze anos, ela iniciou seus estudos de atuação no Houston’s Alley Theatre, e depois no The High School for the Performing and Visual Arts em Houston,  mas, para que pudesse se graduar junto com seus amigos, se transferiu para a Taylor High School. As primeiras aparições de Renée na televisão começaram em pequenos comerciais para a companhia americana Theater on Wheels production, na década de 1980.

### Vida pessoal
Renée se casou na Nova Zelândia com o nativo e gerente de restaurante Steve Muir, em 14 de outubro de 2000. Em 22 de setembro de 2001 nasceu Miles William Muir. Renée e Steve se divorciaram em 2005. Renée acabou tendo um relacionamento com Jed Sura, um ator que ela conheceu filmando Diamonds and Guns. Tiveram uma filha, Iris Sura O’Connor, que nasceu em 19 de março de 2006.

## Vida profissional

### Carreira

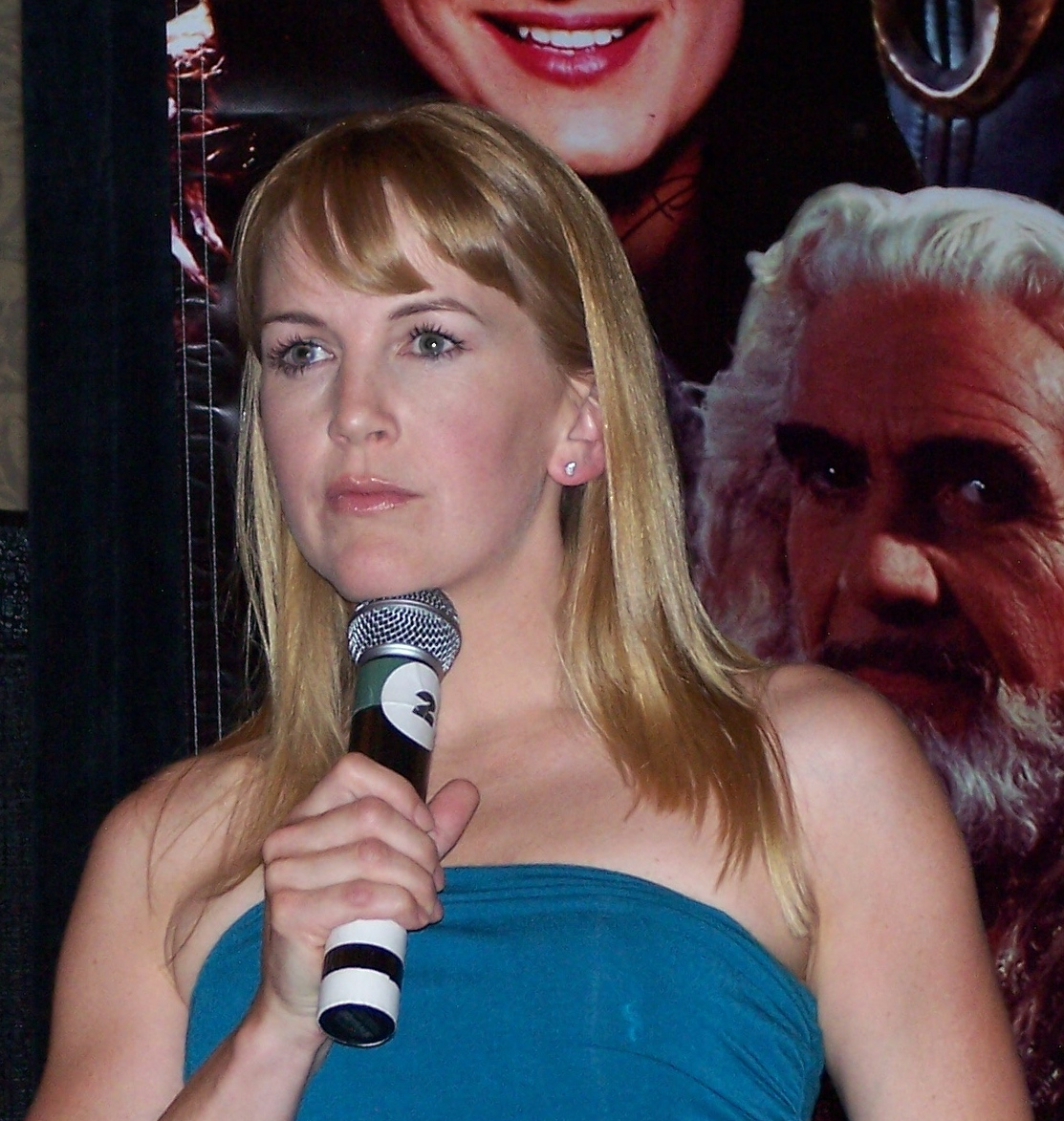
Renee O'Connor em 2007

Renée iniciou sua carreira aos 16 anos em um comercial para McDonalds e depois para a Exxon, logo vieram outros comerciais. Em 1989 ela retornou aos papéis com o seriado Teen Angel conhecido como o New Mickey Mouse Club. Isto a levou a outro seriado Disney chamado Match Point e também  a um episódio de Tales from de Crypt embora sua cena tenha sido cortada na edição. Renée atuou então, em especial da NBC chamado The Flood, foi filha de Cheryl Ladd’s em Changes, foi uma mulher capturada por indígenas em Follow the River, uma atriz que empregou Rockford como seu guarda-costas em The Rockford Files: A Blessing in Disguise, Julia Wilkes em The adventures of Huck Finn, e a filha de um casa assassinado em um episódio de NYPD Blue.
Renée acabou atraindo a atenção dos donos da companhia Renaissance Pictures, Robert Tapert e Sam Raimi, conseguindo o papel da jovem Deianeira em Hercules and the Lost Kingdom, o 2° filme de televisão lançada pela produtora. Ficaram tão impressionados com sua performance que deram-lhe um papel em Darkman II: The Return of Durant, logo em seguida. Em 1995, quando a atriz Sunny Doench desistiu das gravações do seriado Xena, a Princesa Guerreira, Sam convidou Renée para o papel de Gabrielle – convite que a atriz aceitou prontamente.
A experiência foi um sucesso: Renée co-protagonizou o seriado durante 6 anos, tornando-se uma celebridade mundial e ganhando milhões de fãs ao redor do mundo. As gravações de Xena, a Princesa Guerreira terminaram em junho de 2001.
Em 27 de junho de 2002, interpretou a senhorita Macbeth em Shakespeare by the Sea. A peça ficou em cartaz por 5 semanas e o local inicial de sua realização foi o San Pedro Point Fermin Park, excursionando depois para as cidades praieiras de Los Angeles. Renée atuou e produziu em 2003 um filme independente Diamond and Guns, dirigido por Chris Dollard, que contou com a participação do ator Ted Raimi – o qual contracenou com ela em Xena, a Princesa Guerreira. O filme é uma comédia romântica sobre duas jovens que vão para Las Vegas e acabam encontrando seus verdadeiros amores. Ashley (Renée) é americana, e Bria (Helena Beaven) é da Nova Zelândia. Renée conseguiu fundos para o filme vendendo algumas de suas inúmeras fotos autografadas, além de algumas de suas pinturas, no eBay, ela arrecadou cerca de $ 75 000 dólares até março de 2006.
Em 2004 participou de um filme escrito e dirigido por Eric Escobar intitulado One Weekend a Month, no papel de Meg. E co-estrelou com Bruce Campbell, também ator de Xena: Warrior Princess, o filme Alien Apocalypse, um filme do canal Sci-Fi. Em 2006 voltou a protagonizar no cinema, dessa vez no filme Ghost Town ao lado de Harmon Teaster, o filme foi realizado em Canton, Carolina do Norte, EUA, o filme foi um sucesso e divulgou ainda mais o nome de Renée. Renée também já produziu, dirigiu e escreveu para teatro, cinema e televisão.

### Prêmios e indicações
- 1 vitória em 2000 na categoria de Melhor atriz de TV por Xena: Warrior Princess, no Saturn Awards.
- 1 vitória em 2001 na categoria de Melhor atriz de TV em uma série de drama ou comédia por Xena: Warrior Princess no UPBEAT Entertainment News Award.
- 1 vitória em 2001 na categoria de Melhor atriz de TV em uma série de drama ou comédia por Xena: Warrior Princess no The Tube File Awards.
- 1 indicação em 2005 na categoria de Melhor atriz em uma peça de teatro pela peça Shakespeare by the Sea no One Weekend a Month, Sundance Film Festival, Short Filmaking Award.

## Imagem pública
Renée aparece todo o ano nas convenções de Xena: Warrior Princess, realizadas seguidamente na California ou em Londres. Renée, ao lado de sua parceira de atuação em Xena: Warrior Princess, Lucy Lawless, canta, dança, atua ou simplesmente distribui prêmios e brindes para a platéia. O Threadgill’s, restaurante do esposo de Renée, foi o local da primeira XenaCon.
Em 31 de maio de 2003, Renée participou do Firefighter Burn Relay, para beneficiar a Alisa Ann Ruch Burn Foundation, uma fundação que visa dar mais qualidade de vida às pessoas sobreviventes de queimaduras e prevenir acidentes futuros. O evento ocorreu em Burbank, Califórnia. Houve também uma carreata, com carros de bombeiros, fazendo paradas estratégicas em algumas áreas, incluindo Beverly Hills, Burbank, Long Beach, e Santa Mônica, e a cada uma dessas paradas, o público deixava suas doações. Trabalhando com educadores e profissionais em cuidados com queimaduras, a fundação ajuda a desenvolver novos programas e serviços. Reneé foi voluntária novamente com a instituição em 2005, onde levantou fundos através da lavagem de carros. Ela e outras pessoas arrecadaram US$ 2000. Ela e sua filha Iris compareceram também no evento de 2006.

## Influência na cultura popular
Em 2005, a equipe que descobriu o planeta anão 2003 UB313 o apelidaram de Xena em homenagem ao personagem da TV. Em 1º de outubro de 2005, a equipe anunciou que 2003 UB313 tinha uma lua, que tinha apelidaram de Gabrielle, também afiliando a lua a Renée. Os objetos foram oficialmente chamados de Eris Dysnomia pela International Astronomical Union em 13 de setembro de 2006. Embora os nomes oficiais tenham legítimas raízes na mitologia grega, Dysnomia também significa lawlessness ou anarquia, perpetuando a ligação também com Lucy Lawless.
Renée também vem sendo homenageada e cultuada na comunidade lésbica desde o término de Xena: Warrior Princess em 2001, algumas chegaram a abraçar Renée, bem como Gabrielle como ícones lésbicos um grupo lésbico chamado The Marching Xenas participou de vários eventos lésbicos. Esse assunto tornou-se o principal nos debates e no Fandom da série, pondo em questão a natureza sexual das próprias Renée e Lucy Lawless. Em 2003, Lucy declarou que no episódio final que Gabrielle ressuscita Xena com uma espécie de beijo, ela considerou que o relacionamento gay de Xena e Gabrielle ficou mais explícito do que nunca. Renée e Lucy sempre encararam o assunto com total tranquilidade e humor, afirmando que são "grandes amigas, nada mais".

## Filmografia

### Papéis de destaque
| Ano       | Título                                            | Papel               |
| 2017      | A Question of Faith                               | Mary Danielson      |
| 2009      | Ark                                               | Connie              |
| 2008      | Monster Ark                                       | Eva Solomon         |
| 2008      | Boogeyman 2                                       | Dr. Ryan            |
| 2007      | Ghost Town - The Movie                            | Little Jack         |
| 2007      | Diamonds and Guns                                 | Ashley              |
| 2005      | Xena: The 10th Anniversary Collection             | Gabrielle           |
| 2005      | Alien Apocalypse                                  | Kelly               |
| 2000      | Rubbernecking                                     | Ashton              |
| 1995-2001 | Xena: Warrior Princess                            | Gabrielle / Hope    |
| 1995      | The Rockford Files: A Blessing in Disguise        | Laura Sue Dean      |
| 1995      | Follow the River                                  | Bettie Draper       |
| 1994      | Hercules and the Lost Kingdom                     | Deianeira           |
| 1994      | Darkman II: The Return of Durant                  | Laurie Brinkman     |
| 1994      | A Place For Sara                                  | Sara                |
| 1993      | The Flood: Who Will Save Our Children?            | Leslie              |
| 1993      | The Adventures of Huck Finn                       | Julia Wilks         |
| 1993      | NYPD Blue - Oscar, Meyer, Weiner                  | Rebecca Sloane      |
| 1993      | Sworn to Vengeance                                | Julia Wilks         |
| 1992      | FBI: The Untold Stories - Blue Fiber              | Oficial Renée Lanot |
| 1992      | FBI: The Untold Stories - Millionaire Murderer    | Oficial Renée Lanot |
| 1991      | Stone Cold                                        | Tinselteeth         |
| 1991      | ABC Afrer School - The Less Than Perfect Daughter | Linda               |
| 1991      | Changes                                           | Jessica Adams       |
| 1990      | False Identity                                    | Angela Errickson    |
| 1989      | Night Game                                        | Lorraine Beasley    |
| 1989      | Black Snow                                        | Jennifer Winslow    |
| 1989      | Match Point                                       | Robin               |
| 1989      | Teen Angel                                        | Nancy Nichols       |

### Outras funções
| Ano       | Título                 | Função                           |
| 2008      | Diamonds and Guns      | diretora, produtora              |
| 1999-2001 | Xena: Warrior Princess | diretora em 2 episódios, cantora |
| 1998      | StarCraft              | Agradecimento especial           |

### Ela mesma
| Ano       | Título                                       | Papel     | # Aparições |
| 2008      | Interviews Ghost Town: The Movie             | Ela mesma | 1           |
| 2008      | Behind the Scenes of 'Ghost Town: The Movie' | Ela mesma | 1           |
| 2007      | Filmnut                                      | Ela mesma | 1           |
| 2007      | Xena Warrior Princess: The Final Season      | Ela mesma | 1           |
| 2006      | Celebrity Duets                              | Ela mesma | 2           |
| 1995-2001 | Entertainment Tonight                        | Ela mesma | 4           |
| 1998      | "E! News Daily                               | Ela mesma | 1           |

### No arquivo fotográfico
| Ano  | Título                           | Papel     |
| 2002 | Hercules: The Legendary Journeys | Deianeira |